# Julio Díaz Palacios
Julio Ernesto Díaz Palacios (Tiabaya, Arequipa, 9 de enero de 1945) es un médico cirujano y político peruano. Fue miembro del Congreso Constituyente Democrático de 1992 y diputado por la región Moquegua en el disuelto periodo 1990-1992. Fue también alcalde de la provincia de Ilo en tres periodos consecutivos, desde 1981 hasta 1989.

## Biografía
Julio Díaz Palacios nació en Tiabaya, ciudad ubicada en la región de Arequipa, el 9 de enero de 1945.
La primaria la cursó en la Escuela Fiscal #954 de Tiabaya y la secundaria la hizo en el Colegio Nacional Independencia Americana de Arequipa. Sus estudios superiores los realizó en la Universidad Nacional de San Agustín, donde se graduó como médico cirujano. Posteriormente siguió cursos de postgrado en el campo de la Medicina y otros relacionados al Desarrollo y Medio Ambiente.

## Trayectoria
Julio Díaz ejerció su profesión de médico en el Hospital Honorio Delgado de Arequipa y en el Hospital de Minero Perú en Ilo, provincia ubicada en la región Moquegua.
En el año 1966 se inició en el ámbito político al postular sin éxito como regidor del distrito de Tiabaya. En 1980, postuló al Senado del Congreso de la República por la Unión de Izquierda Revolucionaria, siendo miembro del Movimiento de Afirmación Socialista.
En las elecciones municipales de 1980, Julio Díaz postuló a la alcaldía de la provincia de Ilo por Izquierda Unida y fue elegido como alcalde provincial para el periodo 1981-1983. Fue reelegido para dos periodos consecutivos, desde 1984 hasta 1989.
En las elecciones del año 1990, fue elegido como diputado por la región Moquegua por Izquierda Unida para el periodo parlamentario 1990-1995, obteniendo votos. Sin embargo el día 5 de abril de 1992, su cargo fue disuelto ante el autogolpe de estado decretado por el presidente Alberto Fujimori del cual formó parte de la oposición.
Tras el autogolpe, el gobierno fujimorista convocó a nuevas elecciones parlamentarias ese mismo año para la creación de una constitución política. Julio Díaz participó con el Movimiento Democrático de Izquierda, grupo político de izquierdistas liderados por Henry Pease que decidieron seguir en la política contra el régimen fujimorista pese al rechazo de Izquierda Unida, y logró salir elegido como miembro del Congreso Constituyente Democrático con 10,486 votos, siendo luego juramentado en noviembre del mismo año para completar el disuelto periodo 1990-1995.
En el CCD fue miembro de la Comisión de Medio Ambiente y siguió en la oposición al régimen fujimorista, colaborando en las investigaciones de la masacre de los estudiantes de la Universidad Nacional Enrique Guzmán y Valle “La Cantuta” y en Barrios Altos, ambos cometidos por el Grupo Colina.
Al culminar su gestión, Díaz se pasó a las filas de Unión por el Perú, partido político fundado y liderado por Javier Pérez de Cuéllar, y postuló a la reelección en el Congreso de la República sin éxito con solo 3,504 votos.